# Olimpian (biskup Bizancjum)
Olimpian – biskup Bizancjum w latach 187–198.